# Svätuš
Svätuš é um município da Eslováquia, situado no distrito de Sobrance, na região de Košice. Tem 3,85 km² de área e sua população em 2018 foi estimada em 108 habitantes.

## Demografia
| Ano:        | 1994 | 2004    | 2014   | 2024    |
| ----------- | ---- | ------- | ------ | ------- |
| Broj ljudi: | 148  | 119     | 113    | 97      |
| Razlika:    |      | -19,59% | -5,04% | -14,15% |

| Ano:               | 2023 | 2024   |
| ------------------ | ---- | ------ |
| Número de pessoas: | 96   | 97     |
| Diferença:         |      | +1,04% |